# 田鶴浜町
田鶴浜町（たつるはままち）は、石川県にあった町。鹿島郡に属していた。2004年10月1日、七尾市等周辺1市2町との新設合併により七尾市となった。

## 地理
鹿島郡のほぼ中央に位置する。七尾西湾に面しており、山道も特になく七尾湾と日本海（羽咋郡志賀町方面）を結ぶ道があることから、古くから能登地方の重要な交通の要衝となっている。

## 歴史

### 沿革
- 1934年（昭和9年）6月1日 - 鹿島郡田鶴浜村、端村及び赤蔵村を廃し、その区域をもって鹿島郡和倉町（わくらまち）を設置する。
- 1939年（昭和14年）7月20日 - 
  - 鹿島郡七尾町、東湊村、矢田郷村、徳田村、西湊村及び石崎村を廃し、鹿島郡七尾町、東湊村、矢田郷村、徳田村、西湊村、石崎村及び和倉町字奥原及び字和倉の区域をもって七尾市を設置する。
  - 鹿島郡和倉町の名称を田鶴浜町に変更する。
- 1951年（昭和26年）- 字垣吉の区域の一部を字東山に設定する。
- 1954年（昭和29年）3月31日 - 鹿島郡田鶴浜町、金ヶ崎村及び相馬村を廃し、鹿島郡田鶴浜町、金ヶ崎村及び相馬村字伊久留、字七原、字吉田及び字西下の区域をもって鹿島郡田鶴浜町を設置する。
- 2004年（平成16年）10月1日 - 七尾市、鹿島郡田鶴浜町、中島町及び能登島町を廃し、その区域をもって七尾市を設置する。

## 行政

### 歴代田鶴浜町長・和倉町長
| 歴代和倉町長                     | 歴代和倉町長 | 歴代和倉町長 | 歴代和倉町長               | 歴代和倉町長               | 歴代和倉町長 |
| 代                               | 人           | 氏名         | 就任                       | 退任                       | 備考         |
| -------------------------------- | ------------ | ------------ | -------------------------- | -------------------------- | ------------ |
|                                  |              | 池村政次     | 1934年（昭和9年）6月1日    | 1934年（昭和9年）9月30日   | 職務管掌     |
| 1                                | 1            | 小林悌二     | 1934年（昭和9年）10月1日   | 1938年（昭和13年）9月30日  |              |
| 2                                | 1            | 小林悌二     | 1938年（昭和13年）10月21日 | 1939年（昭和14年）7月19日  |              |
| 歴代田鶴浜町長（1939年ー1954年） |              |              |                            |                            |              |
| 代                               | 人           | 氏名         | 就任                       | 退任                       | 備考         |
| 1                                | 1            | 小林悌二     | 1939年（昭和14年）7月20日  | 1942年（昭和17年）10月21日 |              |
| 2                                | 1            | 小林悌二     | 1942年（昭和17年）12月22日 | 1943年（昭和18年）9月21日  |              |
| 3                                | 2            | 一花茂樹     | 1943年（昭和18年）9月20日  | 1945年（昭和20年）8月24日  |              |
| 4                                | 3            | 大橋吉一     | 1945年（昭和20年）9月8日   | 1946年（昭和21年）12月28日 |              |
| 5                                | 4            | 千田量三     | 1947年（昭和22年）2月22日  | 1947年（昭和22年）4月8日   |              |
| 6                                | 5            | 杉森信也     | 1947年（昭和22年）4月8日   | 1951年（昭和26年）4月24日  |              |
| 7                                | 5            | 杉森信也     | 1951年（昭和26年）4月24日  | 1954年（昭和29年）3月30日  |              |
| 歴代田鶴浜町長（1954年ー2004年） |              |              |                            |                            |              |
| 代                               | 人           | 氏名         | 就任                       | 退任                       | 備考         |
| 1                                | 1            | 杉森信也     | 1954年（昭和29年）4月24日  | 1958年（昭和33年）4月23日  |              |
| 2                                | 2            | 中村幸教     | 1958年（昭和33年）4月24日  | 1962年（昭和37年）4月23日  |              |
| 3                                | 2            | 中村幸教     | 1962年（昭和37年）4月24日  | 1966年（昭和41年）4月23日  |              |
| 4                                | 2            | 中村幸教     | 1966年（昭和41年）4月24日  | 1970年（昭和45年）4月23日  |              |
| 5                                | 2            | 中村幸教     | 1970年（昭和45年）4月24日  | 1974年（昭和49年）4月23日  |              |
| 6                                | 2            | 中村幸教     | 1974年（昭和49年）4月24日  | 1975年（昭和50年）3月15日  |              |
| 7                                | 3            | 西平秀夫     | 1975年（昭和50年）4月27日  | 1979年（昭和54年）4月26日  |              |
| 8                                | 3            | 西平秀夫     | 1979年（昭和54年）4月27日  | 1983年（昭和58年）4月26日  |              |
| 9                                | 3            | 西平秀夫     | 1983年（昭和58年）4月27日  | 1987年（昭和62年）4月26日  |              |
| 10                               | 3            | 西平秀夫     | 1987年（昭和62年）4月27日  | 1991年（平成3年）4月26日   |              |
| 11                               | 3            | 西平秀夫     | 1991年（平成3年）4月27日   | 1995年（平成7年）4月26日   |              |
| 12                               | 3            | 西平秀夫     | 1995年（平成7年）4月27日   | 1999年（平成11年）4月26日  |              |
| 13                               | 3            | 西平秀夫     | 1999年（平成11年）4月27日  | 2003年（平成15年）4月26日  |              |
| 14                               | 4            | 赤坂隆       | 2003年（平成15年）4月27日  | 2004年（平成16年）9月30日  |              |

- 町長 - 赤坂 隆（あかさか・たかし）

## 経済

### 産業
木製建具の町として知られる。1650年、東嶺寺再建の際に、尾張より指物師を招き、戸・障子等の製作に当たらせたのが始まり言われている。

## 教育

### 高等学校
- 石川県立田鶴浜高等学校

### 中学校
- 田鶴浜町立田鶴浜中学校

### 小学校
- 田鶴浜町立田鶴浜小学校
- 田鶴浜町立金ヶ崎小学校
- 田鶴浜町立相馬小学校

## 交通

### 鉄道
- のと鉄道
  - 七尾線：田鶴浜駅

### 道路
- 高速道路・有料道路
  - 田鶴浜道路（能越自動車道）：田鶴浜インターチェンジ
- 一般国道
  - 国道249号
    - 七尾田鶴浜バイパス
- 県道（主要地方道）
  - 石川県道3号田鶴浜堀松線
  - 富山県道・石川県道18号氷見田鶴浜線
  - 石川県道46号志賀田鶴浜線

## 娯楽
- 田鶴浜劇場 - 映画館

## 名所・旧跡・観光スポット・祭事・催事
- 赤蔵山憩いの森
- 田鶴浜野鳥公園
- 御手洗池